# Jaime Robles
Jaime Robles Céspedes (ur. 2 lutego 1978 w Montero) – boliwijski piłkarz występujący najczęściej na pozycji środkowego pomocnika, obecnie zawodnik Aurory.

## Kariera klubowa
Robles profesjonalną karierę piłkarską rozpoczął dopiero w wieku 26 lat w zespole CD San José. W jego barwach spędził pół roku i zadebiutował w Liga de Fútbol Profesional Boliviano w sezonie 2004, po czym przeszedł do drużyny Club Destroyers. Z żadnym z tych zespołów nie odniósł jednak żadnych sukcesów, podobnie jak w kolejnej ekipie, w której występował – La Paz FC. Po dwóch latach w La Paz został zawodnikiem Universitario de Sucre, gdzie szybko wywalczył sobie miejsce w wyjściowym składzie i w sezonie Apertura 2008 osiągnął pierwsze w historii klubu mistrzostwo Boliwii. Sezon 2009 rozegrał jako piłkarz Club Blooming, z którym w fazie Clausura wywalczył drugi w karierze tytuł mistrzowski. Wziął także udział w Copa Sudamericana, jednak odpadł już w 1/16 finału.
Wiosną 2010 Robles zasilił ekipę Club Aurora.
| Sezon     | Klub                   | Kraj    | Rozgrywki | Mecze | Bramki |
| --------- | ---------------------- | ------- | --------- | ----- | ------ |
| 2004      | CD San José            | Boliwia | LFPB      | 16    | 2      |
| 2004      | Club Destroyers        | Boliwia | LFPB      | 0     | 0      |
| 2005      | La Paz FC              | Boliwia | LFPB      | 36    | 5      |
| 2006      | La Paz FC              | Boliwia | LFPB      | 21    | 3      |
| 2007      | Universitario de Sucre | Boliwia | LFPB      | 31    | 1      |
| 2008      | Universitario de Sucre | Boliwia | LFPB      | 25    | 4      |
| 2009      | Club Blooming          | Boliwia | LFPB      | 26    | 1      |
| 2010      | Club Aurora            | Boliwia | LFPB      | 31    | 2      |
| 2011/2012 | Club Aurora            | Boliwia | LFPB      |       |        |

## Kariera reprezentacyjna
W seniorskiej reprezentacji Boliwii Robles zadebiutował jeszcze jako zawodnik Universitario de Sucre, w 2008 roku za kadencji selekcjonera Erwina Sáncheza. Rozegrał sześć spotkań wchodzących w skład eliminacji do Mistrzostw Świata 2010, na które ostatecznie Boliwijczycy się nie zakwalifikowali. W 2011 roku został powołany przez szkoleniowca Gustavo Quinterosa na rozgrywany w Argentynie turniej Copa América, gdzie był podstawowym graczem kadry narodowej i wystąpił w trzech meczach, natomiast jego kadra nie zdołała wyjść z grupy.